# Misechela
Misechela (auch Msechela) ist ein Verwaltungsbezirk (Ward) des Distrikts Tunduru in der tansanischen Region Ruvuma.

## Geografie
Misechela liegt im Süden von Tansania etwa 40 Kilometer Luftlinie südöstlich der Distrikthauptstadt Tunduru an der Grenze zu Mosambik. Diese Grenze bildet der Fluss Rovuma, die Grenze im Osten bildet der Fluss Muhuwesi. Das Klima ist ein feuchtes, tropisches Savannenklima, Aw nach der effektiven Klimaklassifikation. Der Bezirk grenzt im Norden an Ligoma, im Nordosten an Namakambale, im Südosten an Mosambik, im Süden an Lukumbule und im Westen an Namakasata. Bei der Volkszählung 2022 lebten 14.798 Menschen in 4017 Haushalten auf einer Fläche von 1045 Quadratkilometern.

## Gliederung
Der Bezirk besteht aus vier Gemeinden (Mtaa) mit 50 Orten (Kitongoji):
| Misechela - Nandembo - Ndibwa - Mkausya - Shuleni - Tuta - Kipindimbi - Hospitali - Madukani - Chiungutwa - Masangwe - Mkunda - Mkaleka - Chilundundu - Lukangaula | Chiungo - Mkwajuni - Shuleni - Mbuyuni - Magomeni - Ushirika - Mnazimmoja - Shuleni - Msikitini - Miembeni - Jiungeni | Meamtwaro - Lilombe - Tusumbuke - Mwambesi - Malimengi - Ambagalia - Semeni - Leoleo - Tukane - Zanzibara - Pemba - Mashariki - Mshikamano - Umoja - Jiulize - Tuwe Macho - Magharibi | Liwanga - Lisomba - Nambalapi - Mtandika - Kaloleni - Msikitini - Chiungutwa - Gumbazo - Chikole - Mteje - Mshikamano |

## Wirtschaft und Infrastruktur
- Landwirtschaft: Im Bezirk wird Sesam angebaut, im Ort Misechela finden dazu Auktionen statt.[10]
- Gesundheit: In den Gemeinden Misechela und Chiungo befindet sich je eine staatliche Apotheke.[11][12]